# 스크레팅

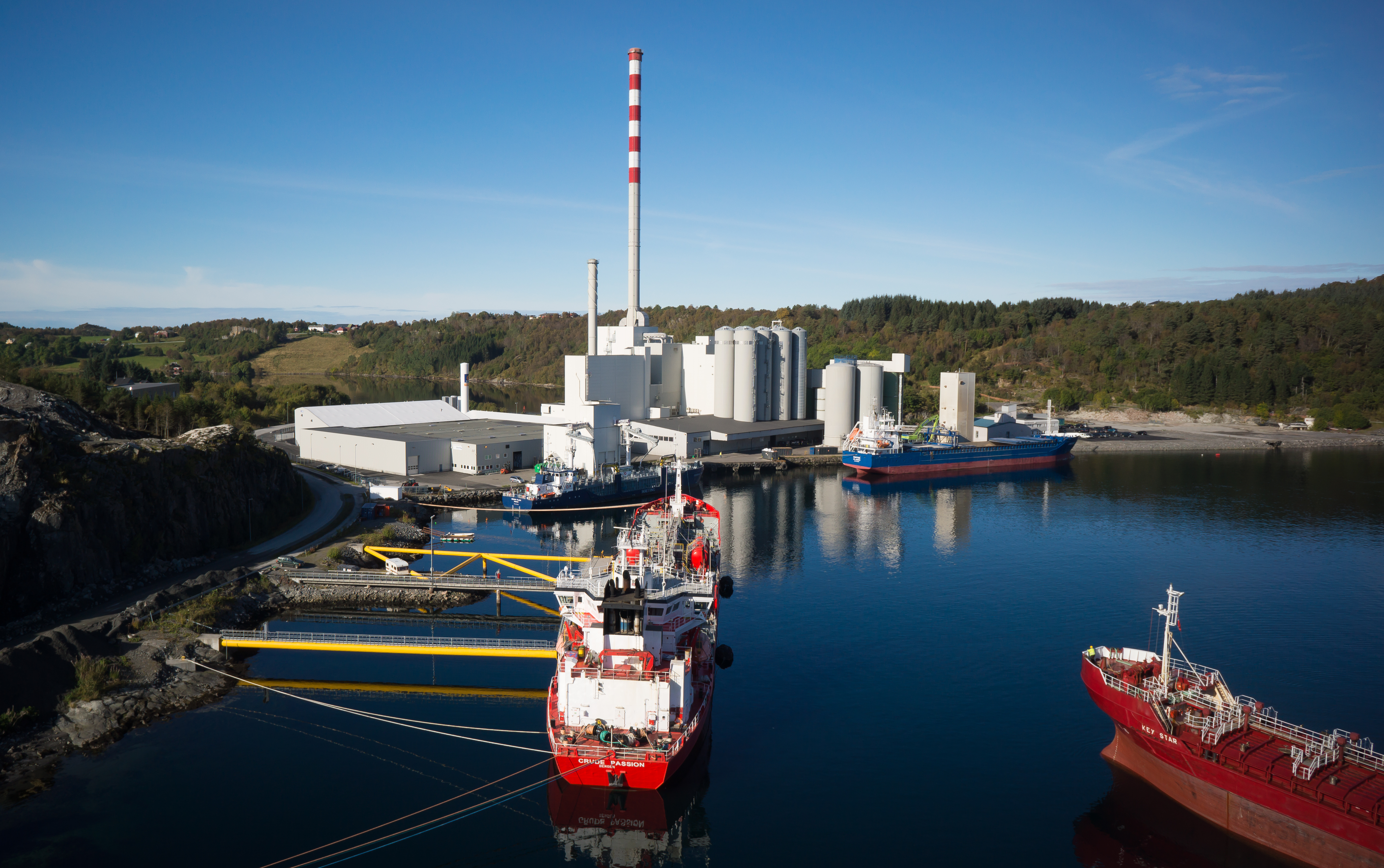

스크레팅(Skretting)은 세계 최대의 양어장 사료 생산 회사이다. 뉴트레코의 자회사로 본사와 연구소는 노르웨이의 스타방에르에 위치한다. 오스트레일리아, 캐나다, 칠레, 프랑스, 아일랜드, 이탈리아, 일본, 미국, 노르웨이, 스페인, 터키, 영국에 생산기지를 보유하고 있으며 직원은 1300명이다. 15종 이상의 어류를 대상으로 연간 130만 톤 이상의 사료를 생산하고 있다.